# .bh
.bh este un domeniu de internet de nivel superior, pentru Bahrain (ccTLD).